# Großer Preis von Bahrain 2004
Der Große Preis von Bahrain 2004 (offiziell 2004 Gulf Air Bahrain Grand Prix) fand am 4. April auf dem Bahrain International Circuit in as-Sachir statt und war das dritte Rennen der Formel-1-Weltmeisterschaft 2004.

## Berichte

### Hintergründe
Nach dem Großen Preis von Malaysia führte Michael Schumacher in der Fahrerwertung mit sieben Punkten vor Rubens Barrichello und mit acht Punkten vor Juan Pablo Montoya. In der Konstrukteurswertung führte Ferrari mit 16 Punkten vor Williams-BMW und mit 19 Punkten vor Renault.
Da der Große Preis von Bahrain erstmals ausgetragen wurde, trat kein ehemaliger Sieger zu diesem Grand Prix an.

### Training
Die letzten sechs Teams der Konstrukteursmeisterschaft 2003 waren berechtigt, am Freitag im freien Training ein drittes Auto einzusetzen. Diese Fahrer fuhren am Freitag, traten aber weder im Qualifying noch im Rennen an. Anthony Davidson (BAR-Honda), Björn Wirdheim (Jaguar-Cosworth), Ricardo Zonta (Toyota), Timo Glock (Jordan-Cosworth) und Bas Leinders (Minardi-Cosworth) nahmen in dieser Funktion an den Freitagstrainings teil.
Am Freitag war Barrichello mit 1:31,450 Minuten der Schnellste vor Montoya und Davidson.
Am Samstag fuhr dann Jenson Button in 1:29,552 Minuten die schnellste Zeit, gefolgt von Ralf Schumacher und Montoya.

### Qualifying
Im ersten Qualifying, in dem die Startpositionen für das zweite Qualifying ermittelt wurden, erzielte Ralf Schumacher die schnellste Runde vor Montoya und Räikkönen.
Im Qualifying war dann Michael Schumacher der Schnellste und sicherte sich die Pole-Position. Barrichello und Montoya landeten auf den Plätzen zwei und drei. Für Michael Schumacher war es die 58. Pole-Position seiner Karriere.

### Rennen
Am Sonntagmorgen war die Strecke durch leichten Regen nass, was in Bahrain äußerst selten vorkommt. Die sinkenden Temperaturen begünstigten die mit Bridgestone-Reifen ausgestatteten Teams, die bei hohen Temperaturen weniger effektiv waren als ihre Michelin-Konkurrenten. Am Nachmittag besserte sich das Wetter und das Rennen fand auf völlig trockener Strecke statt.
Michael Schumacher erwischte von der Pole-Position aus einen guten Start und behielt die Führung vor Barrichello und Montoya. Takuma Satō belegte den vierten Platz, gefolgt von Ralf Schumacher, Jarno Trulli und Button. Fernando Alonso wurde an die Box gezwungen, nachdem er sich bei einem Kontakt mit Christian Klien den Frontflügel beschädigte, während Räikkönen versuchte, sich am Ende der Gruppe wieder zu sammeln, aber hinter Felipe Massa festhing. Die beiden Ferraris erspielten sich schnell einen guten Vorsprung gegenüber ihren Konkurrenten, während Ralf Schumacher mit Satō um den vierten Platz kämpfte. Der deutsche Pilot versuchte in Runde sechs einen Angriff auf der Außenbahn, doch Satō wehrte sich auf der Innenbahn. Ralf Schumacher kam zu stark von der Kurve ab und die beiden kamen in Kontakt, woraufhin der Williams-Fahrer an die Box musste, um sein Auto zu reparieren. Einen Überholvorgang später fiel in Räikkönens Auto der Motor aus, sodass der Finne zum dritten Mal in drei Rennen aufgeben musste.
Am Ende der ersten Boxenstopp-Serie, die Michael Schumacher in Runde neun eröffnete, führte der deutsche Fahrer weiterhin vor Barrichello, Montoya, Trulli, Satō, Button und David Coulthard. In Runde 17 bremste der japanische BAR-Fahrer zu spät und fuhr über die Kerbs, wodurch der Frontflügel zerstört wurde, und musste zurück an die Box, um die Nase auszutauschen, wobei er mehrere Positionen verlor. An der Spitze des Rennens hielten die beiden Ferraris ein unhaltbares Tempo für ihre Verfolger, die immer weiter in den Hintergrund gedrängt wurden. Die zweite Serie von Boxenstopps, die Coulthard in Runde 23 startete, brachte keine Veränderungen auf den Spitzenplätzen, mit Ausnahme von Satō, der hinter Coulthard auf den siebten Platz vorrückte.
Nach einem schwierigen Start ins Rennen fuhr Alonso in Runde 30 in die Punkteränge, als er Mark Webber überholte, der bis zu diesem Zeitpunkt Achter war. Zwei Runden später überholte Satō Coulthard und belegte den sechsten Platz. Bis zum dritten Satz von Stopps gab es keine weiteren nennenswerten Änderungen, bei denen Button Trulli auf den vierten Platz überholte, während Alonso von Coulthard auf den siebten Platz vorrückte. Etwa zehn Runden vor Schluss, während die beiden Ferrari-Fahrer ihren Vorsprung gegenüber ihren Konkurrenten ohne Probleme ausnutzten, begann Montoya aufgrund von Getriebeproblemen langsamer zu werden. Der Kolumbianer wurde in Runde 49 von Button überholt und verlor anschließend immer mehr an Boden. In Runde 50 schied Coulthard wegen Motorproblemen aus. Dank des Ausfalls des Schotten und der Verlangsamung von Montoya rückte Satō unter dem Druck von Alonso auf den fünften Platz vor, während Ralf Schumacher und Webber in die Punktezone vordrangen.
Es kam zu keinen weiteren Ereignissen und Michael Schumacher überquerte die Ziellinie vor Barrichello, Button, Trulli, Satō, Alonso, Ralf Schumacher und Webber und holte sich damit den dritten Sieg im dritten Saisonrennen. Auch Zsolt Baumgartner schied wie Räikkönen auch, ebenfalls im dritten Rennen in Folge aus.
In der Fahrerwertung vergrößerte Michael Schumacher seinen Vorsprung vor Barrichello erneut. Neuer Dritter war Button. In der Konstrukteurswertung blieb Ferrari vorne. Dahinter überholte Renault Williams-BMW und war nun Zweiter. 

## Meldeliste
| Team                       | Nr. | Fahrer               | Chassis        | Motor                 | Reifen |
| -------------------------- | --- | -------------------- | -------------- | --------------------- | ------ |
| Scuderia Ferrari Marlboro  | 01  | Michael Schumacher   | Ferrari F2004  | Ferrari 3.0 V10       | B      |
| Scuderia Ferrari Marlboro  | 02  | Rubens Barrichello   | Ferrari F2004  | Ferrari 3.0 V10       | B      |
| BMW.WilliamsF1 Team        | 03  | Juan Pablo Montoya   | Williams FW26  | BMW 3.0 V10           | M      |
| BMW.WilliamsF1 Team        | 04  | Ralf Schumacher      | Williams FW26  | BMW 3.0 V10           | M      |
| West McLaren Mercedes      | 05  | David Coulthard      | McLaren MP4-19 | Mercedes-Benz 3.0 V10 | M      |
| West McLaren Mercedes      | 06  | Kimi Räikkönen       | McLaren MP4-19 | Mercedes-Benz 3.0 V10 | M      |
| Mild Seven Renault F1 Team | 07  | Jarno Trulli         | Renault R24    | Renault 3.0 V10       | M      |
| Mild Seven Renault F1 Team | 08  | Fernando Alonso      | Renault R24    | Renault 3.0 V10       | M      |
| Lucky Strike BAR Honda     | 09  | Jenson Button        | BAR 006        | Honda 3.0 V10         | M      |
| Lucky Strike BAR Honda     | 10  | Takuma Satō          | BAR 006        | Honda 3.0 V10         | M      |
| Lucky Strike BAR Honda     | 35  | Anthony Davidson     | BAR 006        | Honda 3.0 V10         | M      |
| Sauber Petronas            | 11  | Giancarlo Fisichella | Sauber C23     | Petronas 3.0 V10      | B      |
| Sauber Petronas            | 12  | Felipe Massa         | Sauber C23     | Petronas 3.0 V10      | B      |
| Jaguar Racing              | 14  | Mark Webber          | Jaguar R5      | Cosworth 3.0 V10      | M      |
| Jaguar Racing              | 15  | Christian Klien      | Jaguar R5      | Cosworth 3.0 V10      | M      |
| Jaguar Racing              | 37  | Björn Wirdheim       | Jaguar R5      | Cosworth 3.0 V10      | M      |
| Panasonic Toyota Racing    | 16  | Cristiano da Matta   | ToyotaTF104    | Toyota 3.0 V10        | M      |
| Panasonic Toyota Racing    | 17  | Olivier Panis        | ToyotaTF104    | Toyota 3.0 V10        | M      |
| Panasonic Toyota Racing    | 38  | Ricardo Zonta        | ToyotaTF104    | Toyota 3.0 V10        | M      |
| Jordan-Ford                | 18  | Nick Heidfeld        | Jordan EJ14    | Ford 3.0 V10          | B      |
| Jordan-Ford                | 19  | Giorgio Pantano      | Jordan EJ14    | Ford 3.0 V10          | B      |
| Jordan-Ford                | 39  | Timo Glock           | Jordan EJ14    | Ford 3.0 V10          | B      |
| Minardi F1 Team            | 20  | Gianmaria Bruni      | Minardi PS04B  | Cosworth 3.0 V10      | B      |
| Minardi F1 Team            | 21  | Zsolt Baumgartner    | Minardi PS04B  | Cosworth 3.0 V10      | B      |
| Minardi F1 Team            | 40  | Bas Leinders         | Minardi PS04B  | Cosworth 3.0 V10      | B      |

Anmerkungen
1. 1 2 3 4 5  Nahm nur am Freitagstraining teil.

## Klassifikationen

### Qualifying
| Pos. | Fahrer               | Konstrukteur     | Q1       | Q2         | Start |
| ---- | -------------------- | ---------------- | -------- | ---------- | ----- |
| 01   | Michael Schumacher   | Ferrari          | 1:30,751 | 1:30,139   | 01    |
| 02   | Rubens Barrichello   | Ferrari          | 1:31,283 | 1:30,530   | 02    |
| 03   | Juan Pablo Montoya   | Williams-BMW     | 1:30,247 | 1:30,581   | 03    |
| 04   | Ralf Schumacher      | Williams-BMW     | 1:29,968 | 1:30,633   | 04    |
| 05   | Takuma Satō          | BAR-Honda        | 1:31,135 | 1:30,827   | 05    |
| 06   | Jenson Button        | BAR-Honda        | 1:31,131 | 1:30,856   | 06    |
| 07   | Jarno Trulli         | Renault          | 1:31,103 | 1:30,971   | 07    |
| 08   | Olivier Panis        | Toyota           | 1:31,001 | 1:31,686   | 08    |
| 09   | Cristiano da Matta   | Toyota           | 1:31,329 | 1:31,717   | 09    |
| 10   | David Coulthard      | McLaren-Mercedes | 1:31,364 | 1:31,719   | 10    |
| 11   | Giancarlo Fisichella | Sauber-Petronas  | 1:31,203 | 1:31,731   | 11    |
| 12   | Christian Klien      | Jaguar-Cosworth  | 1:31,868 | 1:32,332   | 12    |
| 13   | Felipe Massa         | Sauber-Petronas  | 1:32,152 | 1:32,536   | 13    |
| 14   | Mark Webber          | Jaguar-Cosworth  | 1:31,945 | 1:32,625   | 14    |
| 15   | Nick Heidfeld        | Jordan-Ford      | 1:32,640 | 1:33,506   | 15    |
| 16   | Giorgio Pantano      | Jordan-Ford      | 1:33,598 | 1:34,105   | 16    |
| 17   | Fernando Alonso      | Renault          | 1:31,040 | 1:34,130   | 17    |
| 18   | Gianmaria Bruni      | Minardi-Cosworth | 1:34,879 | 1:34,584   | Box   |
| 19   | Zsolt Baumgartner    | Minardi-Cosworth | 1:35,632 | 1:35,787   | 18    |
| 20   | Kimi Räikkönen       | McLaren-Mercedes | 1:30,353 | keine Zeit | 19    |

Anmerkungen
1. ↑  Bruni startete das Rennen aus der Boxengasse, da an seinem Wagen Teile getauscht wurden, als er unter Parc-fermé-Bedingungen stand.

### Rennen
| Pos. | Fahrer               | Konstrukteur     | Runden | Stopps | Zeit        | Start | Schnellste Runde |
| ---- | -------------------- | ---------------- | ------ | ------ | ----------- | ----- | ---------------- |
| 01   | Michael Schumacher   | Ferrari          | 57     | 3      | 1:28:34,875 | 01    | 1:30,252 (07.)   |
| 02   | Rubens Barrichello   | Ferrari          | 57     | 3      | + 1,367     | 02    | 1:30,876 (29.)   |
| 03   | Jenson Button        | BAR-Honda        | 57     | 3      | + 26,687    | 06    | 1:30,960 (24.)   |
| 04   | Jarno Trulli         | Renault          | 57     | 3      | + 32,214    | 07    | 1:31,421 (24.)   |
| 05   | Takuma Satō          | BAR-Honda        | 57     | 3      | + 52,460    | 05    | 1:31,101 (55.)   |
| 06   | Fernando Alonso      | Renault          | 57     | 3      | + 53,156    | 17    | 1:30,654 (39.)   |
| 07   | Ralf Schumacher      | Williams-BMW     | 57     | 3      | + 58,155    | 04    | 1:30,781 (56.)   |
| 08   | Mark Webber          | Jaguar-Cosworth  | 56     | 3      | + 1 Runde   | 14    | 1:32,277 (19.)   |
| 09   | Olivier Panis        | Toyota           | 56     | 3      | + 1 Runde   | 08    | 1:32,401 (22.)   |
| 10   | Cristiano da Matta   | Toyota           | 56     | 3      | + 1 Runde   | 09    | 1:32,219 (23.)   |
| 11   | Giancarlo Fisichella | Sauber-Petronas  | 56     | 3      | + 1 Runde   | 11    | 1:32,329 (40.)   |
| 12   | Felipe Massa         | Sauber-Petronas  | 56     | 3      | + 1 Runde   | 13    | 1:32,690 (44.)   |
| 13   | Juan Pablo Montoya   | Williams-BMW     | 56     | 3      | + 1 Runde   | 03    | 1:30,977 (28.)   |
| 14   | Christian Klien      | Jaguar-Cosworth  | 56     | 3      | + 1 Runde   | 12    | 1:32,533 (38.)   |
| 15   | Nick Heidfeld        | Jordan-Ford      | 56     | 2      | + 1 Runde   | 15    | 1:33,284 (56.)   |
| 16   | Giorgio Pantano      | Jordan-Ford      | 55     | 3      | + 2 Runden  | 16    | 1:34,032 (09.)   |
| 17   | Gianmaria Bruni      | Minardi-Cosworth | 52     | 2      | + 5 Runden  | Box   | 1:35,130 (40.)   |
| –    | David Coulthard      | McLaren-Mercedes | 50     | 3      | DNF         | 10    | 1:31,861 (19.)   |
| –    | Zsolt Baumgartner    | Minardi-Cosworth | 44     | 3      | DNF         | 18    | 1:34,555 (24.)   |
| –    | Kimi Räikkönen       | McLaren-Mercedes | 7      | 0      | DNF         | 19    | 1:33,527 (07.)   |

## WM-Stände nach dem Rennen
Die ersten acht jedes Rennens bekamen 10, 8, 6, 5, 4, 3, 2 bzw. 1 Punkt(e).

### Fahrerwertung
| Pos. | Fahrer             | Konstrukteur     | Punkte |
| ---- | ------------------ | ---------------- | ------ |
| 01   | Michael Schumacher | Ferrari          | 30     |
| 02   | Rubens Barrichello | Ferrari          | 21     |
| 03   | Jenson Button      | BAR-Honda        | 15     |
| 04   | Juan Pablo Montoya | Williams-BMW     | 12     |
| 05   | Fernando Alonso    | Renault          | 11     |
| 06   | Jarno Trulli       | Renault          | 11     |
| 07   | Ralf Schumacher    | Williams-BMW     | 7      |
| 08   | Takuma Satō        | BAR-Honda        | 4      |
| 09   | David Coulthard    | McLaren-Mercedes | 4      |
| 10   | Felipe Massa       | Sauber-Petronas  | 1      |

| Pos. | Fahrer               | Konstrukteur     | Punkte |
| ---- | -------------------- | ---------------- | ------ |
| 11   | Mark Webber          | Jaguar-Cosworth  | 1      |
| 12   | Cristiano da Matta   | Toyota           | 0      |
| 13   | Olivier Panis        | Toyota           | 0      |
| 14   | Giancarlo Fisichella | Sauber-Petronas  | 0      |
| 15   | Christian Klien      | Jaguar-Cosworth  | 0      |
| 16   | Giorgio Pantano      | Jordan-Ford      | 0      |
| 17   | Gianmaria Bruni      | Minardi-Cosworth | 0      |
| 18   | Nick Heidfeld        | Jordan-Ford      | 0      |
| –    | Zsolt Baumgartner    | Minardi-Cosworth | 0      |
| –    | Kimi Räikkönen       | McLaren-Mercedes | 0      |

### Konstrukteurswertung
| Pos. | Konstrukteur     | Punkte |
| ---- | ---------------- | ------ |
| 01   | Ferrari          | 51     |
| 02   | Renault          | 22     |
| 03   | Williams-BMW     | 19     |
| 04   | BAR-Honda        | 19     |
| 05   | McLaren-Mercedes | 4      |

| Pos. | Konstrukteur     | Punkte |
| ---- | ---------------- | ------ |
| 06   | Sauber-Petronas  | 1      |
| 07   | Jaguar-Cosworth  | 1      |
| 08   | Toyota           | 0      |
| 09   | Jordan-Ford      | 0      |
| 10   | Minardi-Cosworth | 0      |